# 自動化定理證明

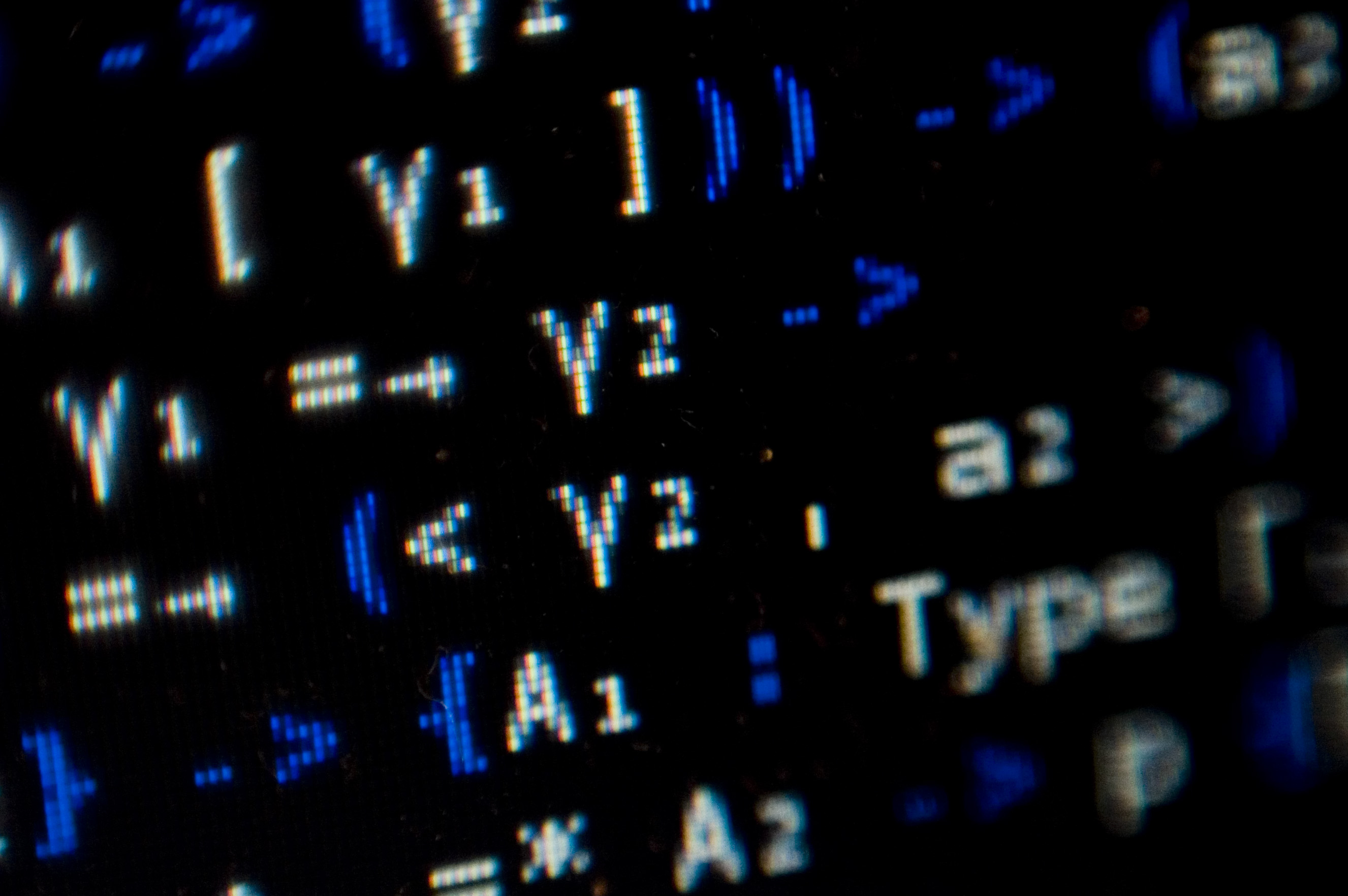
agda2中的一个证明例子

自動化定理證明（Automated theorem proving，簡稱ATP）目前是自动推理（Automated reasoning，簡稱AR）体系中发展最好的部分，它的目的是为使用电子计算机程序来进行数学定理的证明。对于不同的公理系统，它能够推论出一个定理在此系统下是正确的，还是不可证明的，或者错误的。